# Protolampra confina
Protolampra confina är en fjärilsart som beskrevs av Igor Kozhanchikov 1925. Protolampra confina ingår i släktet Protolampra och familjen nattflyn. Inga underarter finns listade i Catalogue of Life.